# Michael Ortega
Michael Javier Ortega Dieppa (* 6. dubna 1991, Palmar de Varela, Kolumbie) je kolumbijský fotbalista, ofenzivní záložník, hrající od roku 2013 v kolumbijském klubu Junior FC. Ortega na sebe upoutal pozornost během Mistrovství světa hráčů do 20 let, které pořádala jeho domovská Kolumbie.

## Klubová kariéra
V roce 2009 se přesunul z dorostu do A-týmu kolumbijského celku Deportivo Cali. Následující rok přestoupil do mexického Atlasu Guadalajara. Svými výkony na Mistrovství světa dvacetiletých upoutal i německé skauty Bayeru Leverkusen. V létě 2011 byl poslán do Bayeru na roční hostování s opcí na odkup od částky pěti milionů euro.
V létě 2011 se tedy Ortega připojil ke kádru Bayeru Leverkusen. Začátkem si přivodil poranění menisku.

## Reprezentační kariéra
Ortega se s kolumbijskou reprezentací účastnil doma pořádaného Mistrovství světa hráčů do 20 let. Na hřišti se významnou měrou podílel na postupu ze skupiny po výhrách nad Francií (4-1), Mali (1-0) a Jižní Koreou (2-0) a taktéž i na osmifinálové výhře 3-2 s reprezentací Kostariky. Postup Kolumbie zastavilo až Mexiko ve čtvrtfinále porážkou 1-3.[zdroj?]